# San Giorgio Maggiore
San Giorgio Maggiore je mali otok ravno ispred venecijanskog Trga svetog Marka u Venecijanskoj laguni.

## Povijest
U rano doba Venecije, odmah po osnutku, otok je bio u vlasništvu patricijske obitelji Memmo, po njima je i otok nosio ime Otok Memmia. 
Na otoku je kao prva značajnija stvar izgrađena drvena crkva San Giorgio (posvećena sv. Jurju) u 8. stoljeću – 9. stoljeću. Potom je otok premenovan u Maggiore (Veliki) da se razlikuje od otoka istog naziva u laguni San Giorgio in Alga. 25 venecijanski dužd Tribuno Memmo je 982. godine poklonio otok benediktinskom monahu Giovanniju Morosiniju, da ovaj na njemu izgradi samostan. On je doista uz postojeću crkvu uz pomoć braće izgradio samostan San Giorgio Maggiore i bio u njemu njegov prvi opat. 
Vremenom su objekti na otoku dobili dostojan izgled, od sveg je vjerojatno najimpozantnija Bazilika San Giorgio Maggiore, koju je projektirao arhitekt Andrea Palladio 1565. godine. Danas je Bazilika bitan element krajolika Venecije vidljiv s Rive degli Sciavoni i s Trga Svetog Marka.
Za vrijeme vladavine Napoleona nad Venecijom, samostan je pretvoren u vojni garnizon. To je međutim i ostao i nakon pada Napoleona, i za Austrije i Kraljevine Italije.  
Na sjevernoj strani otoka izgrađena je kompletna luka s molovima, skladištima i servisima. Na taj način otok San Giorgio Maggiore mogao je lako djelovati kao slobodna luka (porto franco).
1951. godine, Talijanska vlada dala je otok San Giorgio Maggiore, sa svim objektima na njemu na korištenje Zakladi Cini (Fondacija Cini), koja je osnovana s namjerom da se brine za održavanje, obnovu i pravilno korištenje velikih kulturnih dobara. Zaklada je 1954. godine u tom cilju izgradila otvoreni amfiteatar: Teatro Verde. Od tad je San Giorgio Maggiore pozornica za brojne operne i kazališne izvedbe. Na otoku radi u sklopu Zaklade Cini i Nautička škola, povremeno je kompleks objekata na otoku San Giorgio Maggiore i mjesto za političke sastanke i dogovore najvišeg svjetskog ranga.